# Barbadiopsis
Barbadiopsis is een monotypisch mosdiertjesgeslacht uit de familie van de Gigantoporidae en de orde Cheilostomatida. De wetenschappelijke naam ervan is in 2009 voor het eerst geldig gepubliceerd door Judith E. Winston en Robert M. Woollacott.

## Soort
- Barbadiopsis trepida Winston & Woollacott, 2009